# 富樫基定
富樫 基定（とがし もとさだ、生没年不詳）は、室町時代 / 戦国時代ごろの武将。通称・小次郎。別名・富樫康利。本姓は藤原。官位は正六位・左近将監。

## 富樫基定
基定は、加賀国の守護大名・富樫氏一門の富樫基光の子に生まれる。富樫家に一門衆の一人として仕え、越前国坂井郡丸岡を治め、丸岡の坪ノ内に居住した。坪ノ内に居住したことから私的に坪内姓を使用し、坪内基定を名乗ったが、正式に名乗ったわけではなく、富樫家家臣団らにも富樫基定として認識されていたようである。だが基定の子である富樫頼定が尾張国に赴き坪内又五郎某の婿となって坪内頼定を称したこともあり、後世の資料には坪内基定として誤認されたものもある。

## 富樫氏と坪内氏
富樫氏は藤原利仁の後裔である加賀斎藤氏の流れをくむ氏族で、斎藤宗助の子の家国が加賀国富樫郷を治めて富樫家国を名乗ったのが始まりである。坪内氏は、基定の父・基光が私的に称すことに始まり、正式に坪内姓を名乗るのは基定の子・頼定の代からである。頼定は加賀国から尾張国へ赴き、尾張富樫氏の末裔といわれる坪内又五郎某の婿となって坪内頼定を称し、尾張国葉栗郡に松倉城を築いてそこを坪内氏の本拠とした。以後坪内家は周辺の土豪と合わせて川並衆と呼ばれたり坪内衆と呼ばれたりした。

## 系譜
- 祖父：富樫国定
- 父：富樫基光
- 母：不詳
- 生母不明の子
  - 男子：富樫頼定